# Kámala
Para un aspecto de la diosa Durgá, véase Kámala (Durgá).
Para la ex vicepresidenta de los Estados Unidos (2021-2025), véase Kamala Harris.
Kámalā es la diosa Laksmí en su aspecto más agradable. Se la muestra sentada en un loto, símbolo de pureza.

## Kámalā
Kámala es un nombre sánscrito que podría provenir de kâma (‘deseo’).[cita requerida]
El término femenino kámalaa significa:
- Laksmí, la diosa hinduista de la fortuna (según el Bhagavata-purana, el Sajitia-darpana, y el Kathá-sarit-ságara)
- riqueza, prosperidad (según el Subhashita-vali)
- nombre de Daksiaiani, la hija de Daksa y esposa del dios Shivá (según el Matsia-purana).
- nombre de una de las seis Kritikás, las nodrizas que amamantaron a Skanda, el dios de la guerra (según el Majábharata).
- nombre de la esposa del rey Yaiapida
- una mujer excelente
- una naranja o fruto cítrico
- un tipo de métrica (cuatro veces tres sílabas cortas)
- una constelación particular (según el Brijat-samjitá del astrónomo Varaja Mijira)
- agua
- cobre
- la vejiga
- un medicamento o droga particular

## Kámala
El término sánscrito masculino kámala significa:
- loto, flor de loto (Nelumbium, Nelumbo nucífera)
  - Kámala-nabha: ‘ombligo de loto’, el dios Visnú, a quien le nace un loto en el lago de su ombligo.
  - Kámala Bāndhava o Kámala Bandhu: ‘amigo del loto’, el Sol.
- color rosado o rojo muy pálido (según el Taitiriia-samjita 7.3.18.1)
- otro nombre del dios creador Brahmá de cuatro cabezas, quien nació sobre un loto rojizo [kámala] y tiene color rojizo [kámala])
  - Kámala-garbha: ‘[nacido del] útero del loto’, nombre de Brahmā
  - Kámala-ioni: ‘[nacido de la] vagina del loto’, nombre de Brahmā
  - Kámalaya: ‘nacido de un loto’, Brahmā
  - Kámala-bhū: ‘nacido de un loto’, Brahmā
  - Kámala-bhava: ‘surgido de un loto’, Brahmā
  - Kámala-bhavana: ‘surgido de un loto’, Brahmā
- nombre de un discípulo de Vaiśampāiana (según el Kashika-vritti)
- ‘deseoso, lujurioso’ (según los diccionarios de Böhtlingk y Roth, y el Atharva-veda)
- nombre de un demonio asura (según el Ganesha-purana)
- en música, es el nombre de un dhruvaka particular
- una especie de venado
- especie de grulla de la India (Ardea Sibírica).

## Descripción y simbolismo
Kámala Laksmí está relacionada con tres temas importantes e interrelacionados: la prosperidad y la fortuna, la fertilidad y las cosechas, y la buena suerte del año entrante.
Kámala es una hermosa joven de piel brillante. La flanquean dos elefantes y la bañan con agua mientras está sentada sobre un loto y sostiene lotos en cada una de sus cuatro manos. El loto está relacionado con la vida y la fertilidad. El cosmos, considerado como un loto, sugiere un mundo orgánico, vigoroso y hermoso. Es el vigor fecundo lo que sugiere el loto de Kámala. Ella es la fuerza vital que está en toda la creación.
La asociación de Kámala con el elefante sugiere otros aspectos de su carácter que son antiguos y persistentes. Los elefante tiene dos significados: de acuerdo con la tradición hindú, los elefantes están relacionados con las nubes y la lluvia, y por lo tanto con la fertilidad. También sugieren autoridad real.